# 大熊座CS
大熊座CS，又名BD+57 1231，HD 84335、SAO 27377、HR 3870，是大熊座的一颗恒星，视星等为5.2，位于銀經157.15，銀緯45.82，其B1900.0坐标为赤經9h 39m 26.9s，赤緯+57° 45.82′ 14″。